# Victim of Love (album Elton John)
Victim of Love è il diciottesimo album (il tredicesimo in studio) dell'artista britannico Elton John, distribuito dalla Rocket Records e dalla MCA Records il 13 ottobre 1979.

## Descrizione
Registrato a Musicland (Monaco di Baviera) e ai Rusk Sound Studios (Hollywood) nell'agosto di quell'anno, viene generalmente considerato dai fan e della critica come il lavoro peggiore mai prodotto dalla rockstar. Occorre specificare, però, il fatto che Elton abbia fornito solo l'apporto vocale a un progetto totalmente estraneo alla sua musica (eccetto Johnny B. Goode, tutti i brani sono stati composti da Pete Bellotte in collaborazione con altri musicisti, e la Elton John Band non è presente; inoltre questo è il primo album nel quale Elton non suona il pianoforte né alcun altro tipo di strumenti a tastiera).
L'idea nacque una sera del 1979: John era in discoteca e incontrò il produttore Pete Bellotte. Si discusse di una possibile collaborazione: si cercò infatti di sfruttare la popolarità della discomusic (proprio mentre essa era in una fase decisamente calante); questo perché il precedente LP A Single Man non aveva riscosso molto successo in un contesto musicale ormai profondamente segnato dal punk rock e dalla new wave.
Victim of Love, secondo insuccesso commerciale della rockstar dopo A Single Man, raggiunse appena il 35º posto negli Stati Uniti e il 41° nel Regno Unito: gli unici due singoli estratti dall'album furono l'omonimo brano Victim of Love (con Strangers come B-side) e Johnny B. Goode (cover in chiave "disco" della famosa canzone di Chuck Berry).
Dopo la pubblicazione dell'album, Elton abbandonerà precipitosamente la parentesi "disco" e tornerà a produrre album nel suo stile (come 21 at 33).
Nonostante tutto questo, nel 2003 è stata pubblicata la ristampa di Victim of Love in formato digitale.

## Tracce
1. Johnny B. Goode (Chuck Berry) – 8:06
2. Warm Love in a Cold World (Pete Bellotte/Stefan Wisnet/Gunther Moll) – 4:30 (3:22 su vinile)
3. Born Bad (Bellotte/Geoff Bastow) – 5:16 (6:20 su vinile)
4. Thunder in the Night (Bellotte/Michael Hofmann) – 4:40
5. Spotlight (Bellotte/Wisnet/Moll) – 4:24
6. Street Boogie (Bellotte/Wisnet/Moll) – 3:56
7. Victim of Love (Bellotte/Sylvester Levay/Jerry Rix) – 4:52 (5:02 su vinile)

## B-side
| Brano       | Formato                   |
| ----------- | ------------------------- |
| "Strangers" | Victim of Love 7" (US/UK) |

## Formazione
- Elton John: voce
- Keith Forsey: batteria
- Marcus Miller: basso
- Craig Snyder: chitarra
- Tim Cansfield: chitarra ritmica
- Steve Lukather: chitarra
- Paulinho Da Costa: percussioni
- Thor Baldursson: tastiera
- Roy Davies: tastiera
- Lenny Pickett: sax
- Stephanie Spruill, Maxine Waters, Julia Waters, Mike McDonald e Patrick Simmons: cori